# Anne Killigrew

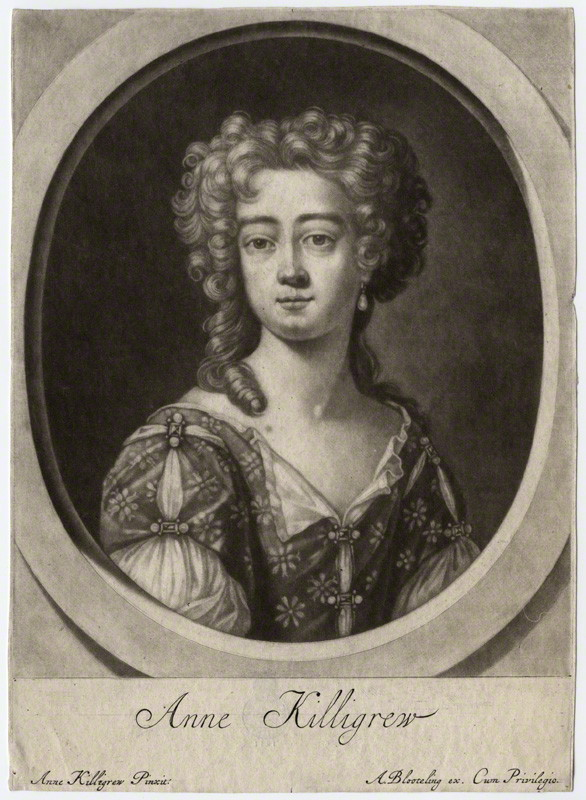
Abraham Blooteling: Mezzotinto nach einem Selbstbildnis

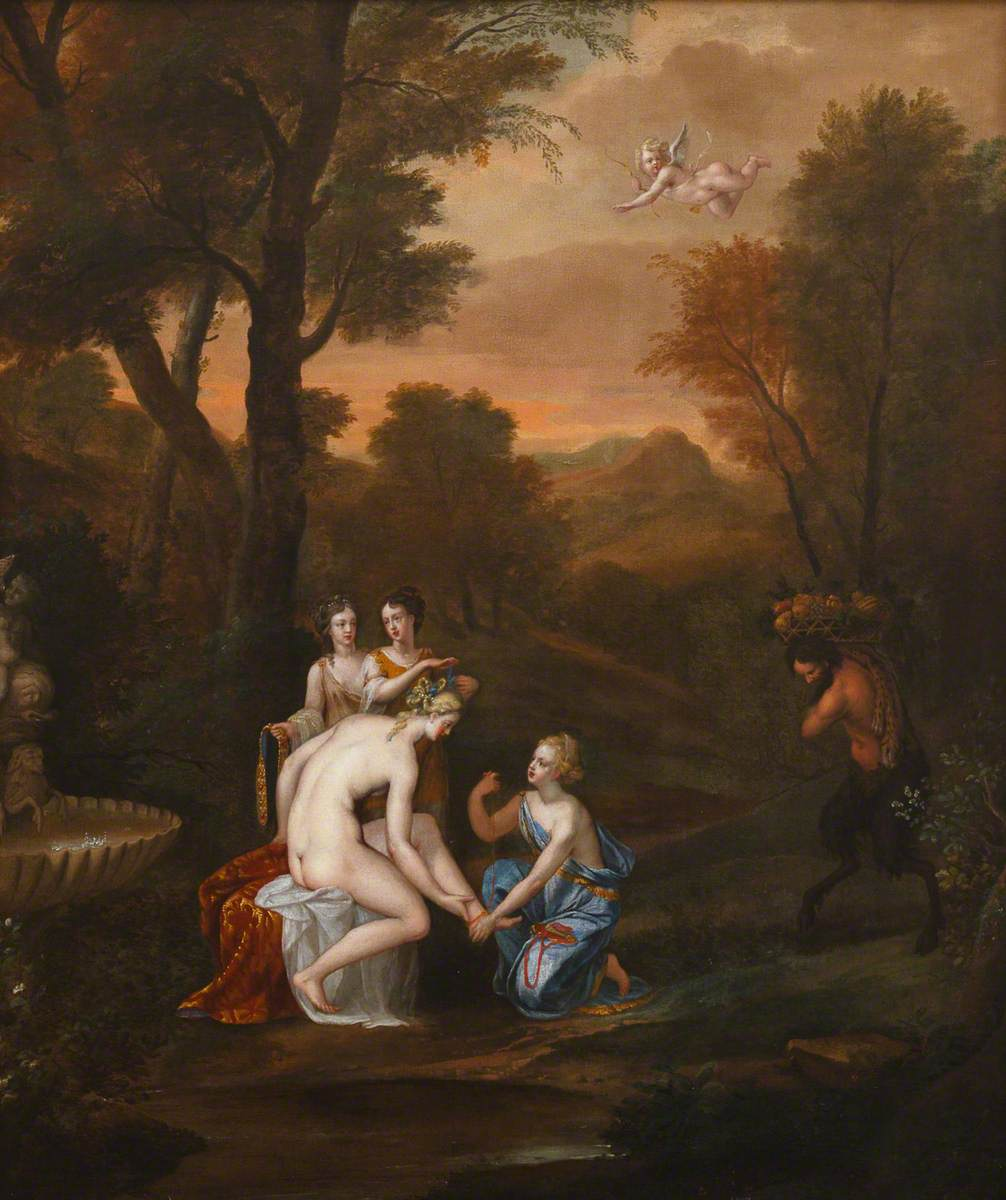
Venus und die drei Grazien

Anne Killigrew (* Anfang 1660 in London; † 16. Juni 1685 in London) war eine englische Dichterin und Malerin.

## Leben
Anne Killigrew war eine Tochter des Kaplans Henry Killigrew (1613–1700) und von Judith Killigrew, die 1683 starb. Der Theatermanager Thomas Killigrew war ein Onkel. Die Familie arbeitete für den Hof Charles II. von England. Anne Killigrew wurde 1683 als eine von sechs Maids of honour bei der nahezu gleichaltrigen Mary of Modena, Duchess of York angestellt. Killigrew malte von ihr ein Porträt, das noch nicht aufgefunden wurde. Sie malte und zeichnete weitere Porträts; es wurden bislang aber erst vier Gemälde identifiziert.
Anne Killigrew starb 1685 an Pocken. Ihr Grabmal in der Savoy Chapel fiel 1864 einem Feuer zum Opfer.
Ihr Vater gab 1685 einen Band ihrer bis dahin unveröffentlichten Gedichte in Druck; das Buch erschien 1686 und enthielt außerdem ein Selbstporträt sowie drei Widmungsgedichte, darunter John Drydens Elegie To The Pious Memory of the Accomplish'd Young Lady Mrs. Anne Killigrew. Dryden gibt darin Auskunft über ihr dichterisches Schaffen und ihre Malerei.